# Hönderbruch
Hönderbruch ist eine Hofschaft in Radevormwald im Oberbergischen Kreis im nordrhein-westfälischen Regierungsbezirk Köln in Deutschland.

## Lage und Beschreibung
Die Hofschaft Hönderbruch liegt im Süden von Radevormwald an der Stadtgrenze zu Wipperfürth und zu Hückeswagen in der Nähe der Bevertalsperre.
Die Nachbarorte heißen Hönde und Lichteneichen. Der Ort ist über die Kreisstraße 11 erreichbar, von der bei Stoote eine Zufahrtsstraße (später privater Feldweg) abzweigt, die auch Lichteneichen anbindet.
Durch Hönderbruch fließt der Erlenbach, der in seinem weiteren Verlauf in die Erlenbach-Vorsperre der Bevertalsperre mündet. Westlich von Hönde liegt der Scheuerberg (357,1 m ü. NHN), nordöstlich befindet sich der Moorbacher Berg (375,3 m ü. NHN).

## Geschichte
Die Hofschaft wird in der Karte Topographische Aufnahme der Rheinlande von 1825 mit der Bezeichnung „Hunderbruch“ verzeichnet. Die Preußische Uraufnahme aus den Jahren 1840–1844 nennt als Ortsbezeichnung „Hönderbusch“. Erst ab den Karten von 1894 bis 1896 wird die Ortsbezeichnung Hönderbruch dauerhaft verwendet.
Im Westen verlief die im letzten Drittel des 13. Jahrhunderts aufgeworfene sogenannte „Hückeswagener Landwehr“. Sie schützte das seit 1260 durch Kauf bergisch gewordene Landgericht und Kirchspiel Hückeswagen vor Einfällen aus dem noch kurkölnischen Landgericht Radevormwald. Andere Literatur beschreibt den Hönderbruch streifenden Teil dieser Linie als „Ispingrader Landwehr“. Von Radevormwald Ispingrade verlief sie demnach über Marke bis in die Nähe von Stoote.

## Freizeit
Nordöstlich von Hönderbruch liegt auf einer ebenen Flanke des Moorbacher Bergs der vom Luftsportclub Radevormwald betriebene Modellflugplatz Hönde.

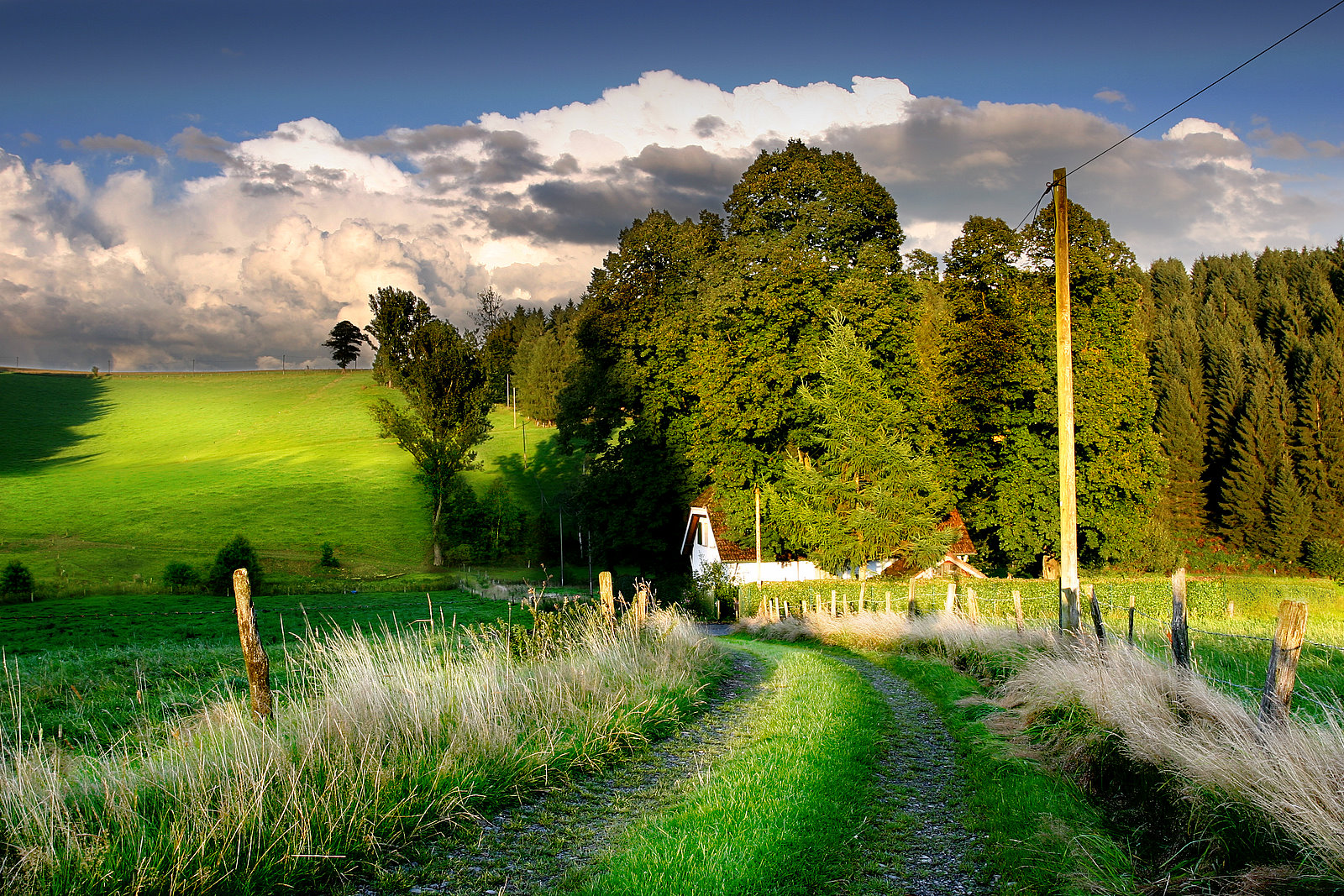
Einzelhaus Hönderbruch
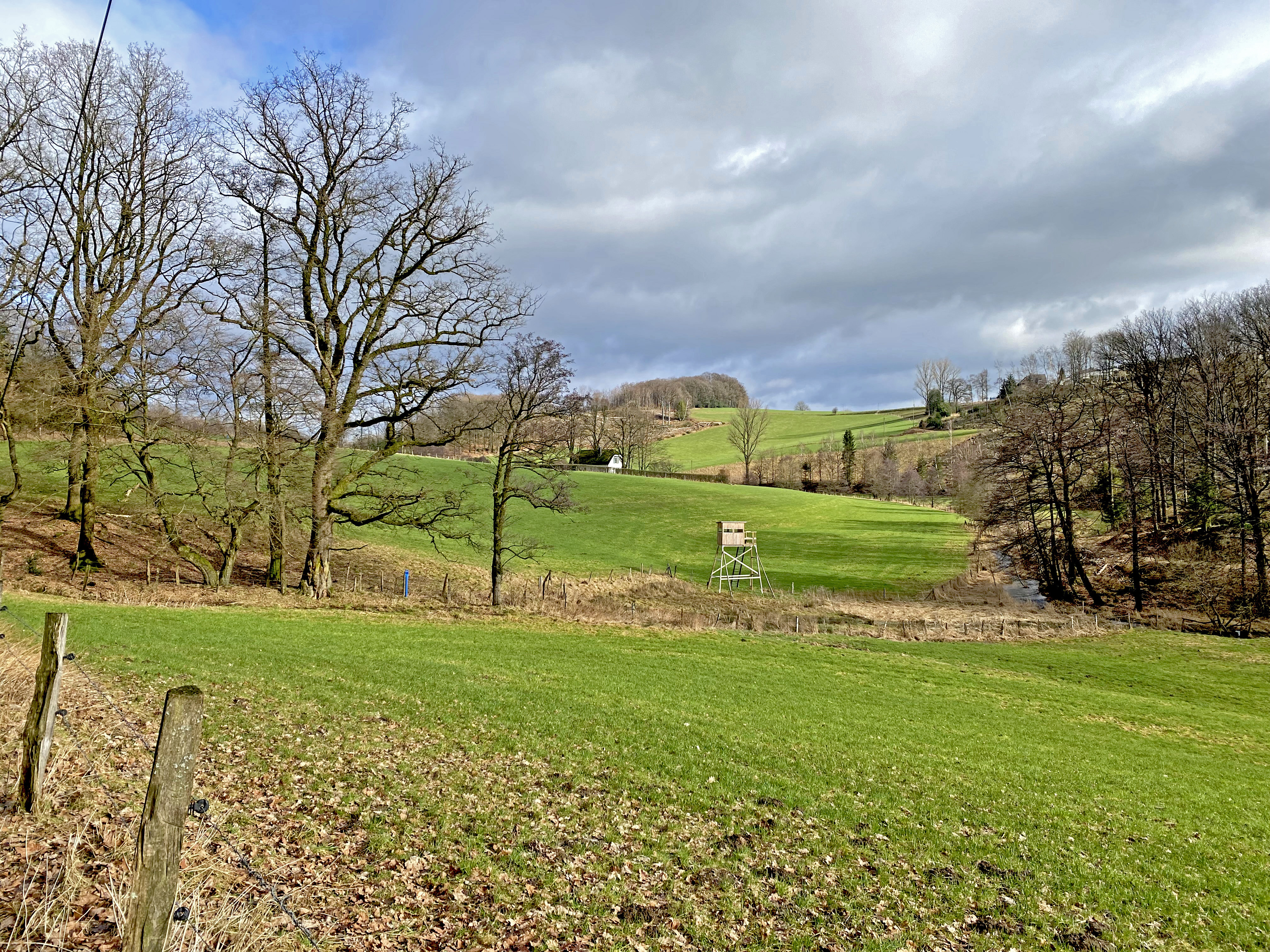
Hönderbruch im Erlenbachtal (Blick von Lichteneichen)
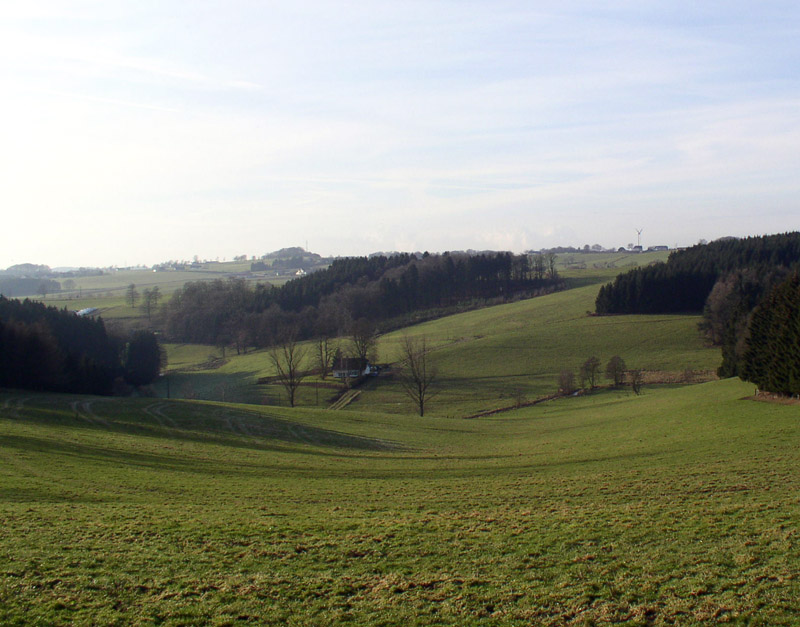
Panorama von Hönderbruch – Blick aus Richtung Hönde